# Partido del Trabajo (Chile)
Partido del Trabajo (PT), también llamado Partido de los Trabajadores, fue un partido político chileno de ideología marxista, que formó parte del aparato revolucionario que presentó la izquierda chilena en los años 1950.

## Historia
Fue fundado en 1953, luego de la fusión de algunas de las agrupaciones políticas como el Movimiento Nacional Ibañista y la Unión Nacional de Independientes, partidos que desaparecieron tras la elección parlamentaria de 1953. 
En 1957 fue parte del Frente de Acción Popular, logrando 4 diputados. En este período, el partido se transformó en un ente instrumental para que militantes comunistas pudiesen presentarse a las elecciones, ya que aún seguía en vigencia la ley maldita que mantenía proscrito al PCCh. 
Los parlamentarios electos por este partido, y que en 1958 se trasladaron al PCCh, fueron los siguientes:
- Juan Ahumada Trigo (Coquimbo).
- José Luis Cademartori Invernizzi (Santiago).
- Juan Acevedo Pavez (San Bernardo, Melipilla y San Antonio).
- Adolfo Moreno Lajaña (Valdivia).

Tras las elecciones, se unió con la Alianza Nacional de los Trabajadores para formar la Vanguardia Nacional del Pueblo.

## Resultados electorales

### Elecciones parlamentarias
| 1957 | 17 785 |  | 4/147 |

### Elecciones municipales
|  | 0,29 % |

|  | 0,10 % |